# 鄧家彥

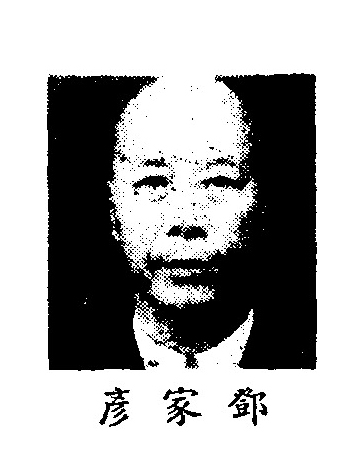

邓家彦（1883年7月28日—1966年3月18日），字孟硕，广西桂林人。中国民主革命家，中华民国政治人物，中国国民党中央执行委员。

## 生平
邓家彦于1900年后入四川高等学堂学习，后到日本留学，并加入同盟会，担任同盟会司法部长兼广西支部部长。1908年，邓家彦到美国留学。
1911年4月，率舰大臣程璧光领巡洋舰队属下海圻舰在祝贺英王乔治五世加冕后，出访古巴、墨西哥等国并慰问华侨，途经美国纽约。李铁夫与同盟会员赵公璧、邓家彦冒死登舰，慷慨陈辞，希望海圻舰官兵加入同盟会，策动程璧光带领舰队官兵回国后起义，弃暗投明，参与反清革命。驶至新加坡途中，程璧光果然下令各官兵剪去辫子，并于武昌起义时倒戈，率领所辖舰队炮轰汉口。
1911年，邓家彦参加武昌起义，此后曾担任南京临时参议院、北京临时参议院议员，后主办上海《中华民报》，因该报刊登反对袁世凯的文章而被逮捕。1914年邓家彦到美国，在哥伦比亚大学研究政治经济。1916年回国参加讨袁护国战争。1917年赴广州参加护法战争。1921年任中国国民党广州特设办事处宣传部长、广西支部长。1924年1月当选为中国国民党第一届候补中央委员。1926年在上海与马素等创办《独立周刊》。1927年参加广州“四·一五”“清党”。1928年冬，邓家彦应邀担任李济深之第八路总指挥部秘书长。1931年夏因粤桂地方当局反蒋，受牵累入狱，得吴稚晖、蔡元培保释，1931年12月当选中国国民党第三届候补中央委员。1934年元月任南京国民政府委员长达14年。
抗日战争时期居住重庆。1939年1月递补为中国国民党中央委员，并任国防最高委员会常务委员。
中国国民党第六届中央执行委员。制憲國民大會代表。1947年赴欧洲游历。1949年赴美国，在林肯大学获得哲学博士学位。1952年赴台湾，任国民党中央评议委员、总统府国策顾问等。1966年3月18日凌晨3點30分，因胃潰瘍穿孔在榮民總醫院逝世，享年83歲。

## 著作
- 一枝庐诗抄
- 民族语原
- 黑狱生涯
- 钟伯毅·邓家彦口述自传，北京：中国大百科全书出版社，2009年